# Milady (maison d'édition)
Pour les articles homonymes, voir Milady.
Le label Milady a été créé par les éditions Bragelonne le 6 juin 2008. Il est au départ spécialisé comme la maison mère dans la publication de livres de fantasy, de science-fiction et de romance. Il publie des titres en grand format et en poche, des textes inédits, des rééditions et des licences comme Les Royaumes Oubliés, Lancedragon, Indiana Jones ou Largo Winch.
Il est désormais destiné à la publication de titres de "bit-lit".

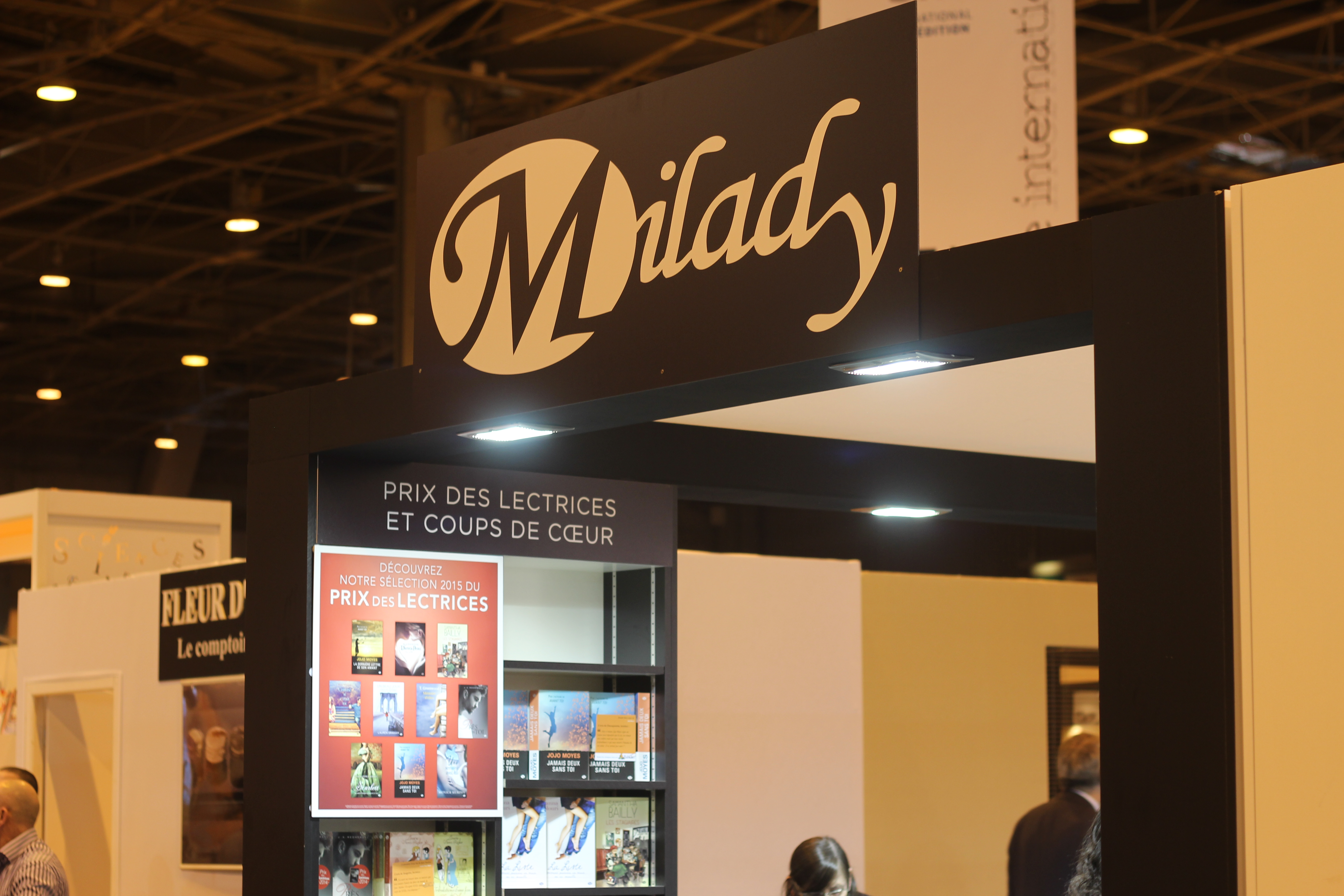
Stand du label Milady au Salon du Livre de Paris en 2015.

La direction du label est assurée par Isabelle Varange, ancienne libraire et ex-secrétaire d’édition chez Christian Bourgois.

## Collection « Les Royaumes oubliés »
Initialement publiée par Fleuve noir, la série a été reprise en juin 2008 par Milady. À noter que les éditions de Milady sont des traductions intégrales alors que les éditions de Fleuve Noir étaient tronquées pour respecter un certain nombre de pages.

### La Légende de Drizzt

#### La trilogie de l’Elfe noir
- Terre natale (GF en juin 2008, poche en juin 2009), par R. A. Salvatore, Homeland (1990)
- Terre d'exil (GF en aout 2008, poche en août 2009), par R. A. Salvatore, Exile (1990)
- Terre promise (GF en Septembre 2008, poche en octobre 2009), par R. A. Salvatore, Sojourn (1991)

#### La trilogie du Val Bise
- L'Éclat de cristal (GF en Février 2009, poche en octobre 2009), par R. A. Salvatore, The Crystal Shard (1988)
- Les Torrents d'argent (GF en Avril 2009, poche en avril 2009), par R. A. Salvatore, Streams of Silver (1989)
- Le Joyau du halfelin (GF en Juin 2009, poche en juin 2009), par R. A. Salvatore, The Hafling's Gem (1990)

#### Legacy of the Drow
- L'Héritage (GF en Février 2010, poche en avril 2011), par R. A. Salvatore, The Legacy (1992)
- Nuit sans étoiles (GF en Avril 2010, poche en Juin 2011), par R. A. Salvatore, Starless Night (1993)
- Invasion des Ténèbres (GF en Juin 2010, poche en Octobre 2011), par R. A. Salvatore, Siege of Darkness (1994)
- Une aube nouvelle (GF en Septembre 2010), par R. A. Salvatore, Passage to dawn (1995)

#### Paths of Darkness
- Lame furtive (GF en Octobre 2010), par R. A. Salvatore, The silent blade (1998)
- L'Épine dorsale du monde (GF en Novembre 2010), par R. A. Salvatore, The Spine of the World (2000)
- La Mer des épées (GF en Janvier 2011), par R. A. Salvatore, Sea of Swords (2001)

### Les lames du chasseur
- Les Mille Orques (GF en Mars 2011), par R. A. Salvatore, The thousand orcs (2003)
- Le Drow solitaire (GF en Avril 2011), par R. A. Salvatore, The lone drow (2003)
- Les Deux Épées (GF en Mai 2011), par R. A. Salvatore, The two swords (2004)

### Transitions
- Le Roi orque (GF en Octobre 2008, poche en Février 2011), par R. A. Salvatore, The Orc King (2007)
- Le Roi pirate (GF en Novembre 2009, poche en Août 2011), par R. A. Salvatore, The Pirate King (2008)
- Le Roi fantôme (GF en Septembre 2010), par R. A. Salvatore, The Ghost King (2009)

### Avatars
- Valombre (GF en Novembre 2008), par Scott Ciencin (alias Richard Awlinson), Shadowdale (1989)
- Tantras (GF en Janvier 2009), par Scott Ciencin (alias Richard Awlinson), Tantras (1989)
- Eauprofonde (GF en Mars 2009), par Troy Denning (alias Richard Awlinson), Waterdeep (1989)

### Mercenaires
- Serviteur du cristal (GF en Mai 2009, poche en Août 2010), par R. A. Salvatore, Servant of the Shard (2000)
- La Promesse du roi-sorcier (GF en Juillet 2009, poche en Octobre 2010), par R. A. Salvatore, Promise of the Witch King (2005)
- La Route du patriarche (GF en Septembre 2009, poche en Décembre 2010), par R. A. Salvatore, Road of the Patriarch (2006)

### La Guerre de la reine araignée
- Dissolution (GF en août 2009), par Richard Lee Byers, Dissolution (2002)
- Insurrection (GF en octobre 2009), par Thomas M.Reid, Insurrection (2002)
- Condamnation (GF en janvier 2010), par Richard Baker, Condemnation (2004)
- Extinction (GF en mars 2010), par Lisa Smedman, Extinction (2004)
- Annihilation (GF en mai 2010), par Philip Athans, Annihilation (2004)
- Résurrection (GF en juillet 2010), par Paul S. Kemp, Resurrection (2005)

### Elminster
- La Jeunesse d'un mage (poche en Janvier 2011), par Ed Greenwood, Elminster, the Making of a Mage (1994)
- Elminster à Myth Drannor (poche en Mars 2011), par Ed Greenwood, Elminster in Myth Drannor (1998)
- La Tentation d'Elminster (poche en Mai 2011), par Ed Greenwood, The temptation of Elminster (1999)
- La Damnation d'Elminster (poche en Juillet 2011), par Ed Greenwood, Elminster in Hell (2002)
- La Fille d'Elminster (GF en Octobre 2011), par Ed Greenwood, Elminster's daughter (2004)

### Les Chevaliers de Myth Drannor
- Les Épées de Soirétoile (GF en Mai 2011), par Ed Greenwood, Swords of Eveningstar (2006)
- Les Épées du Dragon de Feu (GF en Juin 2011), par Ed Greenwood, Swords of Dragonfire (2007)
- L'Épée qui ne dort jamais (GF en Juillet 2011), par Ed Greenwood, The Sword Never Sleep (2008)

### La Pentalogie du Clerc
- Cantique (GF en Aout 2011), par R. A. Salvatore, Canticle (1991)
- Dans l'ombre des forêts (GF en 2012), par R. A. Salvatore, In Sylvan Shadows (1992)

### La Saga de Shandril
- Magefeu (Poche en Septembre 2011), par Ed Greenwood, Spellfire (1988)
- La Couronne de feu (Poche en Novembre 2011), par Ed Greenwood, Crown of fire (1994)

### Le Sage de Valombre
- Elminster doit mourir ! (GF en Novembre 2011), par Ed Greenwood, Elminster must die ! (2010)

### Padhiver
- Gontelgrim (GF en 2012), par R. A. Salvatore, Gauntlgrym (2010)

## Collection « DragonLance »
Initialement publiée par Fleuve noir, la série a été reprise en juin 2008 par Milady.

### Chroniques de DragonLance
- Dragons d'un crépuscule d'automne (GF en Juin 2008, poche en Juillet 2009), par Margaret Weis & Tracy Hickman, Dragons of Autumn Twilight (1984)
- Dragons d'une nuit d'hiver (GF en Août 2008, poche en Septembre 2009), par Margaret Weis & Tracy Hickman, Dragons of Winter Night (1994)
- Dragons d'une aube de printemps (GF en Septembre 2008, poche en Novembre 2009), par Margaret Weis & Tracy Hickman, Dragons of Spring Dawning (1984)

### Les Chroniques perdues
- Dragons des Profondeurs (GF en Octobre 2008, poche en Janvier 2011), par Margaret Weis & Tracy Hickman, Dragons of the Dwarven Depths (2006)
- Dragons des cieux (GF en Novembre 2008, poche en Mars 2011), par Margaret Weis & Tracy Hickman, Dragons of the Highlord Skies (2007)
- Le Mage aux Sabliers (GF en Janvier 2010, poche en Mai 2011), par Margaret Weis & Tracy Hickman, Dragons of the Hourglass Mage (2009)

### Les Légendes de Dragonlance
- Le Temps des jumeaux (GF en Janvier 2009, poche en Janvier 2010), par Margaret Weis & Tracy Hickman, Time of the Twins (1986)
- La Guerre des jumeaux (GF en Février 2009, poche en Mars 2010), par Margaret Weis & Tracy Hickman, War of Twins (1986)
- L'Épreuve des jumeaux (GF en Mars 2009, poche en Mai 2010), par Margaret Weis & Tracy Hickman, Test of the Twins (1986)

### La Guerre des âmes
- Dragons d'un coucher de soleil (GF en Avril 2009, poche en Juillet 2010), par Margaret Weis & Tracy Hickman, Dragons of a Fallen Sun (2000)
- Dragons d'une étoile perdue (GF en Mai 2009, poche en Septembre 2010), par Margaret Weis & Tracy Hickman, Dragons of a Lost Star (2001)
- Dragons d'une lune disparue (GF en Juin 2009, poche en Novembre 2010), par Margaret Weis & Tracy Hickman, Dragons of a vanished moon (2002)

### Nouvelles Chroniques
- Deuxième génération (GF en Juillet 2009, poche en Juillet 2011), par Margaret Weis & Tracy Hickman, The Second Generation (1994)
- Dragons d'une flamme d'été (GF en Aout 2009), par Margaret Weis & Tracy Hickman, Dragons of Summer Flame (1995)

### Le Sombre Disciple
- Ambre et Cendres (GF en September 2009, poche en Novembre 2011), par Margaret Weis, Amber and Ashes (2004)
- Ambre et Acier (GF en Octobre 2009), par Margaret Weis, Amber and Iron (2006)
- Ambre et Sang (GF en Novembre 2009), par Margaret Weis, Amber and Blood (2008)

### Les Chroniques de Raistlin
- Une âme bien trempée (GF en Mars 2010), par Margaret Weis, The Soulforge (1998)
- [Frères d'arme] (GF en Mai 2010), par Margaret Weis & Don Perrin, Brothers in Arms (1999)

### L'Enclume du temps
- Le Mercenaire (GF en Août 2010), par Cam Banks, The sellsword (2008)
- Les Survivants (GF en Octobre 2010), par Dan Willis, The survivors (2008)
- Renégats (GF en Octobre 2011), par Lucien Soulban, Renegade Wizards (2009)

## Collection « Science Fiction »
La collection Science Fiction a été créée en juin 2008.

### CycleHalo
Trilogie Forerunner par Greg Bear
- 1 Cryptum (novembre 2011)
- 2 Primordium (octobre 2012)
- 3 Silentium (mai 2013)

Première trilogie
- 4 La Chute de Reach (septembre 2013) par Eric Nylund (réédition d'après la réédition originale de 2011 et basé sur la traduction de Fleuve noir de 2004)
- 5 Les Floods (octobre 2013) par William C. Dietz (réédition d'après la réédition originale de 2010 et basé sur la traduction de Fleuve noir de 2004)
- 6 Opération First Strike (novembre 2013) par Eric Nylund (réédition d'après la réédition originale de 2010 et basé sur la traduction de Fleuve noir de 2005)

Seconde trilogie
- 7 Les Fantômes d'Onyx (octobre 2014) par Eric Nylund
- 8 Contact Harvest (novembre 2014) par Joseph Staten
- 9 Le Protocole Cole (avril 2015) par Tobias S. Buckell

Trilogie Kilo-5 par Karen Traviss
- 10 Les Mondes de verre (septembre 2015)
- 11 Le Baptême du feu (novembre 2015)
- 12 Dictata mortels (mars 2016)

Divers
- 13 Sang nouveau par Matt Forbeck (en) (juin 2016)
- 14 Les Chasseurs dans l'ombre par Peter David (septembre 2016)

### CycleL'Étoile de Pandore
- 1 Pandore abusée (Juin 2008), par Peter F. Hamilton
- 2 Pandore menacée (Septembre 2008), par Peter F. Hamilton
- 3 Judas déchainé (Avril 2009), par Peter F. Hamilton
- 4 Judas démasqué (Août 2009), par Peter F. Hamilton

### CycleTakeshi Kovacs
- 1 Carbone modifié (Octobre 2008), par Richard Morgan
- 2 Anges déchus (Juin 2009), par Richard Morgan
- 3 Furies déchaînées (Novembre 2009), par Richard Morgan

### CycleTerre Vampire
- 1 La Voie du loup (Novembre 2008), par E. E. Knight
- 2 Le Choix du félin (Mai 2009), par E. E. Knight
- 3 La Légende du Tonnerre (Septembre 2009), par E. E. Knight

### CycleLes Guerres Wess'har
- 1 La Cité de perle (Décembre 2008), par Karen Traviss
- 2 Transgression (Janvier 2009), par Karen Traviss
- 3 Le Monde d'avant (Février 2009), par Karen Traviss

### CycleLes Aux'
- 1 Le faucheur (Janvier 2009), par David Gunn
- 2 Offensif (Janvier 2010), par David Gunn

### CycleTerminator Renaissance
- 1 Terminator Renaissance Prequelle (Mai 2009), par Timothy Zahn
- 2 Terminator Renaissance (Octobre 2009), par Alan Dean Foster

### CycleGears of War
- 1 Aspro Fields (Octobre 2009), par Karen Traviss
- 2 Les Vestiges de Jacinto (Mai 2010), par Karen Traviss

### CycleLila Black
- 1 Bienvenue en Otopia (Juin 2010), par Justina Robson
- 2 Ascenseur pour Demonia (Juillet 2010), par Justina Robson
- 3 Destination Faerie (Août 2010), par Justina Robson

### CycleGreg Mandel
- 1 Mindstar (Mars 2010), par Peter F. Hamilton
- 2 Quantum (Septembre 2010), par Peter F. Hamilton
- 3 Nano (Novembre 2011), par Peter F. Hamilton

### Autres
- Les Chants de la Terre lointaine (Janvier 2010), par Arthur C. Clarke
- Flashforward (Mai 2010), par Robert J. Sawyer

## Collection « Terreur »
La collection Terreur a été créée en juin 2006. Elle publie des romans de suspense et d'horreur. Le rythme d'édition moyen est de quatre numéros par trimestre.
La collection propose des rééditions des collections « Terreur » de Pocket (1979-2003) et « Épouvante » de J'ai lu (1982-1999) ainsi que des inédits.

## Collection « Indiana Jones »
- 01 Indiana Jones et le péril à Delphes (Juin 2008), par Rob MacGregor, Indiana Jones and the Peril at Delphi (1991)
- 02 Indiana Jones et la danse des géants (Juin 2008), par Rob MacGregor, Indiana Jones and the Dance of the Giants (1991)
- 03 Indiana Jones et les sept voiles (Juillet 2008), par Rob MacGregor, Indiana Jones and the Seven Veils (1991)
- 04 Indiana Jones et l’arche de Noé (Juillet 2008), par Rob MacGregor, Indiana Jones and the Genesis Deluge (1992)
- 05 Indiana Jones et la malédiction de la licorne (Août 2008), par Rob MacGregor, Indiana Jones and the Unicorn's Legacy (1992)
- 06 Indiana Jones et le Monde Intérieur (Août 2008), par Rob MacGregor, Indiana Jones and the Interior World (1992)
- 07 Indiana Jones et les pirates du ciel (Septembre 2008), par Martin Caidin, Indiana Jones and the Sky Pirates (1993)
- 08 Indiana Jones et la sorcière blanche (Septembre 2008), par Martin Caidin, Indiana Jones and the White Witch (1994)
- 09 Indiana Jones et la pierre philosophale (Octobre 2008), par Max McCoy, Indiana Jones and the Philosopher's Stone (1995)
- 10 Indiana Jones et les œufs de dinosaure (Octobre 2008), par Max McCoy, Indiana Jones and the Dinosaur Eggs (1996)
- 11 Indiana Jones et la terre creuse (Novembre 2008), par Max McCoy, Indiana Jones and the Hollow Earth (1997)
- 12 Indiana Jones et le secret du Sphinx (Novembre 2008), par Max McCoy, Indiana Jones and the Secret of the Sphinx (1999)

## Collection « Largo Winch »
Réédition au format poche de la série à l'origine de la bande dessinée publiée chez Mercure de France de 1977-1980.
1. Le Groupe W (Novembre 2008), par Jean Van Hamme
2. La Cyclope (Novembre 2008), par Jean Van Hamme
3. Le Dernier des Doges (Novembre 2008), par Jean Van Hamme
4. La Forteresse de Makiling (Décembre 2008), par Jean Van Hamme
5. Les Révoltés de Zamboanga (Décembre 2008), par Jean Van Hamme
6. Business Blues (Décembre 2008), par Jean Van Hamme

## Romances

### Collection « Pemberley »

#### Noblesse oblige
1. Le Duc mis à nu (Juin 2012), par Sally MacKenzie (en)
2. Le Marquis mis à nu (Juin 2012), par Sally MacKenzie
3. Le Compte mis à nu (Juillet 2012), par Sally MacKenzie
4. Le Gentleman mis à nu (Août 2012), par Sally MacKenzie
5. Le Baron mis à nu (Septembre 2012), par Sally MacKenzie
6. Le Vicomte mis à nu (Octobre 2012), par Sally MacKenzie
7. Le roi mis à nu (janvier 2013), par Sally MacKenzie

#### Le Highlander
1. Captive du highlander (Octobre 2012), par Julianne MacLean (en)
2. Conquise par le highlander (Novembre 2012), par Julianne MacLean
3. Séduite par le highlander (Janvier 2013), par Julianne MacLean

#### Le Retour des Highlanders
1. Le Gardien (Juillet 2012), par Margaret Mallory
2. Le Séducteur (Août 2012), par Margaret Mallory
3. Le Guerrier (Avril 2013), par Margaret Mallory
4. Le Chef (Janvier 2014), par Margaret Mallory

#### Héritiers des Highlands
1. Le Ravisseur (Juin 2014), par Paula Quinn (en)
2. Le Charmeur (Août 2014), par Paula Quinn
3. L’Envoûteur (Avril 2015), par Paula Quinn
4. L'Ensorceleur (Avril 2016), par Paula Quinn

#### Aventuriers des Highlands
1. Le Guerrier sauvage (Décembre 2014), par Vonda Sinclair
2. Le guerrier indomptable (Janvier 2015), par Vonda Sinclair
3. Le Guerrier intrépide (Juillet 2015), par Vonda Sinclair

#### La Rose et l'Armure
1. Le Conquérant (Juin 2013), par Heather Grothaus
2. Le Vainqueur (Septembre 2013), par Heather Grothaus
3. Le Highlander (Mars 2014), par Heather Grothaus

#### La Confrérie des Lords
1. Pour l'amour d'un naufragé (Août 2013), par Mary Jo Putney (en)
2. Pour l'amour d'une Lady (Mars 2014), par Mary Jo Putney (en)
3. Pour l'amour d'un libertin (Juin 2014), par Mary Jo Putney (en)
4. Pour l'amour d'un prisonnier (Septembre 2014), Mary Jo Putney (en)

#### Cœurs vaillants
1. L'Équation amoureuse (Janvier 2014), par Nina Rowan
2. La Partition amoureuse (Juillet 2014), par Nina Rowan
3. La Vocation amoureuse (juin 2015), par Nina Rowan

#### La Famille d'York
1. Cœur rebelle (Mai 2012), par Victoria Dahl
2. Cœur brisé (Juillet 2012), par Victoria Dahl
3. Les Amants égarés (Octobre 2012), par Victoria Dahl
4. Délicieuse effrontée (Février 2013), par Victoria Dahl
5. Leçons de libertinage (Mars 2013), par Victoria Dahl

#### Les Sœurs Donovan
1. Confessions d'une fiancée malgré elle (Septembre 2013), par Jennifer Haymore
2. Confessions d'une duchesse rebelle (Octobre 2013), par Jennifer Haymore
3. Confessions d'une femme séduite (Novembre 2013), par Jennifer Haymore

#### Les Stantons
1. À la conquête du Marquis (Février 2013), par Vanessa Kelly
2. À la poursuite du Comte (Juillet 2014), par Vanessa Kelly
3. À l'assaut de la comtesse (Novembre 2014), par Vanessa Kelly

#### Les Frères ténébreux
- La Gouvernante insoumise(Décembre 2014), par Courtney Milan (en)

#### La Famille d'Arsac
1. Scandaleuse Élisabeth (Septembre 2013), par Éléonore Fernaye
2. Audacieuse Sarah (Avril 2014), par Éléonore Fernaye
3. Aventureuse Constance (Mars 2015), par Éléonore Fernaye

#### Lady Julia
1. Le Silence de Grey House (Mai 2014), par Deanna Raybourn

#### Le Clan Murray
1. La Promesse des Highlands (Mars 2013), par Hannah Howell (en)
2. Le Chevalier des Highlands (Juillet 2013), par Hannah Howell
3. La Fiancée des Highlands (Octobre 2013), par Hannah Howell

#### Wherlocke
1. Pouvoirs de séduction (Novembre 2013), par Hannah Howell
2. Pouvoirs de persuasion (Avril 2014), par Hannah Howell
3. Pouvoirs d'attraction (Juillet 2014), par Hannah Howell

#### Les chefs du Clan Murray
1. Le Destin des Highlands (Septembre 2014), par Hannah Howell
2. L'Honneur des Highlands (Octobre 2014), par Hannah Howell
3. L'Espoir des Highlands (Novembre 2014), par Hannah Howell

#### Inspiré de l'œuvre de Jane Austen
- Sanditon (Mai 2014), par Jane Austen et Juliette Shapiro
- Les Filles de Mr Darcy (en) (Mai 2012), par Elisabeth Aston
- Les Aventures de Miss Alethea Darcy (Juillet 2012), par Elizabeth Aston
- Le Journal de Mr Darcy (Novembre 2012), par Amanda Grange
- Charlotte Collins (Janvier 2013), par Jennifer Becton
- Le Journal du colonel Brandon (Février 2013), par Amanda Grange
- Darcy dans l'âme (Mars 2013), par Elizabeth Aston
- Caroline Bingley (Avril 2013), par Jennifer Becton
- Le Journal de Mr Knightley (Mai 2013), par Amanda Grange
- Le Journal du capitaine Wenworth (Octobre 2013), par Amanda Grange
- Cher Mr Darcy (Décembre 2013), par Amanda Grange
- Darcy Gentleman (en), trilogie de Pamela Aidan (en) : Une telle assemblée (en) (juillet 2013) ; En vain ai-je lutté (en) (novembre 2013) ; Un mot de vous (en) (février 2014)
- L'autre Mrs Darcy (Mars 2014), par Elizabeth Aston
- L'esprit Darcy (Juillet 2014), par Elizabeth Aston
- Le rêve de Mr Darcy (Novembre 2014), par Elizabeth Aston
- Elizabeth Darcy (Décembre 2014), par Abigail Reynolds (en)

#### Fruit défendu
1. Un soupçon de malice (Février 2014), par Robyn Dehart
2. Un soupçon de scandale (Mars 2014), par Robyn Dehart
3. Un soupçon d'indécence (Décembre 2014), par Robyn Dehart

#### Au Temps des Tudors
1. Mariée et soumise (Novembre 2014), par Elizabeth Moss

#### Autres
- Le Pacte (Juin 2012), par Mary Jo Putney
- La Dame et le Poète (Juin 2012), par Maeve Haran
- Adorable Sophy (Septembre 2012), par Georgette Heyer
- Cotillon (Juin 2013), par Georgette Heyer
- Cœur indécis (Avril 2014), par Georgette Heyer
- Les Fourberies de l'amour (Octobre 2014), par Georgette Heyer
- Le diable s'habille en tartan (Septembre 2012), par Teresa Medeiros (en)
- La Saison du péché (Novembre 2012), par Adrienne Basso
- Certaines l'aiment chaud (Décembre 2013), par Teresa Medeiros
- Certaines l'aiment fort (Mai 2014), par Teresa Medeiros
- Un seul désir (Juillet 2013), par Kimberly Killion
- Petites leçons de séduction (Août 2013), par Caroline Linden
- Ce que veulent les gentlemen (Août 2014), par Caroline Linden
- Un mariage salvateur (Décembre 2013), par Jo Beverley (en)
- En secondes noces (Février 2014), par Jane Ashford (en)
- Le Bal des tentations (Avril 2014), par Leigh Michaels (en)
- Une affaire de mariage (Août 2014), par Leigh Michaels
- Le Boudoir des délices (Octobre 2014), par Leigh Michaels
- Au péril de la passion (Mai 2014), par Jane Ashford
- Edenbrooke (Septembre 2014), par Julianne Donaldson
- La Dernière Duchesse (Octobre 2014), par Daisy Goodwin
- Blackmoore (Janvier 2015), par Julianne Donaldson
- L'Amour en embuscade (Octobre 2014), par Jane Ashford
- Le Libertin repenti (Décembre 2014), par Mary Jo Putney
- Scandaleuses fiançailles (Février 2015), par Jane Ashford
- Scarlett (Juin 2014), par Alexandra Ripley

### Collection « Vendôme »
- Hilary Boyd
- Fern Michaels

### Collection « Central Park »
- Jane Grave
- Joan Reeves
- Jill Shalvis